# 鈴木藤助日記
『鈴木藤助日記』（すずきとうすけにっき）は、武蔵国橘樹郡稲毛領長尾村（現在の神奈川県川崎市宮前区神木本町と多摩区長尾）の百姓代を務めた鈴木藤助によって、嘉永6年（1853年）6月から明治22年（1889年）1月17日まで書かれた日記。
幕末から明治にかけての暮らしや商売、江戸近郊農村の戊辰戦争の様子、明治政府の政策で変わって行く村の様子などを書き留めた記録。ペリーの黒船来航事件を契機に日記が書き始められ、川崎市域が幕末から明治へ変わって行く様子を農民の視線で記録した貴重な歴史資料となっている。
鈴木藤助日記研究会から『鈴木藤助日記 : 武州橘樹郡長尾村』として翻刻本が出版されている。
- 『鈴木藤助日記 : 武州橘樹郡長尾村 1』（嘉永6年6月 - 安政3年1月、安政6年5月 - 文久元年3月）
- 『鈴木藤助日記 : 武州橘樹郡長尾村 2』（文久元年 - 慶応3年）
- 『鈴木藤助日記 : 武州橘樹郡長尾村 3』（慶応3年 - 明治4年）
- 『鈴木藤助日記 : 武州橘樹郡長尾村 4』（明治5年 - 明治11年）
- 『鈴木藤助日記 : 武州橘樹郡長尾村 5』（明治11年 - 明治18年）
- 『鈴木藤助日記 : 武州橘樹郡長尾村 6』（明治18年 - 明治22年及び補遺）

## 日記に登場する事件事象
- 黒船来航 - 1853年 嘉永6年6月、日記を書き始めるきっかけとなった事件。[1]
- クリンカーフューズ彗星 （C/1853 L11853 III）-  1853年 嘉永6年7月20日の日記に登場する彗星。かわり星今晩見る宵之内計、但戌亥之方へ出る、図之如し ー・ 上ごこうの之如しつや悪し[2]
- 安政東海地震 - 1854年 嘉永7年11月4日　四ツ前余程之地震　折々地震いたし候
- 安政南海地震 - 1854年 嘉永7年11月5日 折々地震 昼七ツ半頃余程之地震 夜度々地震
- 安政江戸地震 - 1855年 安政2年10月2日　夜四ツ時大地震。藤助の穀物蔵が壊れ、醤油蔵の樽釜などに被害。人的被害なし。江戸は被害が大きいとの話題。[3]
- 多摩川大洪水 - 1859年 安政6年7月25日 玉川大水何年ニも聞及不申候 [4]
- 箱根温泉旅行 - 1867年 慶応3年7月25日〜8月22日、芦之湯の吉田屋へ湯治の旅[5]
- にせ彰義隊事件- 1868年 慶応4年5月2日 下の名主様へ彰義隊を名乗る者が訪れ、家ごとに壱両出すよう要求。3日登戸村に泊まり長沢向かうところで偽物とバレ、溝ノ口 上作 下作 神木 平 初山 長沢 蔵敷 登戸 五反田の人々により多摩川に打ち込。
- 上野戦争 - 1868年 慶応4年5月15日 今五ツ時上野ニて戦争相始メ申候
- 改暦  - 1930年 明治5年11月23日 十二月三日より一月一日となる、例年の正月通り三日間は賑やかにするようにとのふれが届く。
- 1882年の大彗星 （C/1882 R1 1882 II 1882b）-  1882年 明治15年10月2日 夜明方東之方へ箒木星之様成星出申候